# 費爾芒特 (伊利諾伊州)
費爾芒特（英語：Fairmount）是位於美國伊利諾伊州弗米利恩縣的一個村落。

## 地理
費爾芒特的座標為40°02′42″N 87°49′48″W / 40.04500°N 87.83000°W，而該地最高點為海拔高度203米（即666英尺）。

## 人口
根據2010年美國人口普查的數據，費爾芒特的面積為0.82平方千米，當中陸地面積為0.82平方千米，而水域面積為0.00平方千米。當地共有人口642人，而人口密度為每平方千米782人。